# Çimenkaya, Ardahan
Çimenkaya là một xã thuộc thành phố Ardahan, tỉnh Ardahan, Thổ Nhĩ Kỳ. Dân số thời điểm năm 2010 là 146 người.